# Nihoa lambleyi
Nihoa lambleyi – gatunek pająków z infrarzędu ptaszników i rodziny Barychelidae. Występuje endemicznie w Papui-Nowej Gwinei.

## Taksonomia
Gatunek ten opisany został po raz pierwszy w 1994 roku przez Roberta Ravena na podstawie pojedynczego samca odłowionego w 1987 roku. Jako lokalizację typową wskazano Waigani koło Port Moresby. Epitet gatunkowy na cześć P. Lambley’a, który to odłowił okaz typowy.

## Morfologia
Holotypowy samiec ma ciało długości 18 mm oraz karapaks długości 7,7 mm i szerokości 6,4 mm. Karapaks jest w zarysie prawie jajowaty, ubarwiony jednolicie pomarańczowobrązowo, porośnięty szarymi włoskami i czarnymi szczecinkami. Jamki karapaksu są krótkie i wyraźnie zakrzywione. Szczękoczułki są pomarańczowobrązowe, porośnięte czarnymi szczecinkami, pozbawione rastellum. Bruzda szczękoczułka ma 6 dużych i 6 małych zębów na krawędzi przedniej, pozbawiona jest natomiast ząbków i ziarenek części środkowo-nasadowej. Szczęki zaopatrzone są w 15–16 wrzecionowatych kuspuli. Odnóża są pomarańczowobrązowe, pozbawione obrączkowania. Golenie odnóży przedniej pary mają wyniesioną ostrogę dystalną z prostym megakolcem na szczycie oraz kciukowatą, wyraźną mikroostrogę. Pazurki pierwszej pary odnóży mają po dwa, a ostatniej po jednym szeregu ząbków. Nogogłaszczki samca mają owalny dołek w odsiebnej części tylno-brzusznej krawędzi goleni, wklęśnięte na powierzchni tylno-bocznej cymbium oraz gruszkowaty bulbus stopniowo zwężony ku embolusowi; na bulbusie i embolusie występują kile, na tym pierwszym piłkowane.

## Występowanie
Pająk ten występuje endemicznie w Papui-Nowej Gwinei. Znany jest wyłącznie z lokalizacji typowej w Dystrykcie Stołecznym.